# Архив судебной медицины и общественной гигиены
«Архив судебной медицины и общественной гигиены» — журнал, выходивший в Санкт-Петербурге в 1865—1871 году.

## История
«Архив судебной медицины и общественной гигиены» являлся официальным органом медицинского департамента Министерства внутренних дел и выходил в Санкт-Петербурге 4 раза в год.
Редактировал журнал врач и публицист С. П. Ловцов, в 1871 году — Г. И. Архангельский.

## Содержание
В официальной части журнала публиковались распоряжения министерства внутренних дел, сообщения о личном составе гражданских медицинских чинов и т. п. В неофициальной — статьи по судебной медицине и общественной гигиене. Последние имели известное общественное значение, так как отражали тяжелые условия жизни городского и сельского населения страны.
Журнал проявлял большой интерес к жизни заводских рабочих, требовал создания рабочего санитарного законодательства и специального института правительственных инспекторов, которые бы проверяли на местах его соблюдение. Прогрессивную позицию занимал журнал и в женском вопросе, защищая право женщин на получение высшего медицинского образования.
По свидетельству М. Зайцевой («Зайцев за границей», «Минувшие годы», 1908, № 11), смена редакции в 1871 произошла и связи с помещением в журнале статьи о санитарном положении рабочих, написанной В. А. Зайцевым и П. И. Якоби в эмиграции.
Приложением журнала являлся «Эпидемиологический листок», выходивший ежемесячно в 1870—1871 гг.
С 1872 года выходил под названием «Сборник сочинений по судебной медицине».